# Vida Péter pincészet
Vida Családi Borbrtok a szekszárdi borvidék egyik borgazdasága.
Tulajdonosa és vezetője Vida Péter borász.
A pincészet 10 hektáron gazdálkodik, maga a pince és a feldolgozó Szekszárdon, a város fölötti Bakta dűlőben található. Évente átlag 64 ezer palack bort állít elő .
Valamint 2011-ben megszavazták az Év Bortermelőjének.
Ültetvényei: Hidaspetre, Baranyavölgy, Bakta. 
Borai: Rosé, Kadarka, Cabernet Franc – Merlot barrique, Cuvée, Kékfrankos, Merlot, Cabernet Franc.

## Külső hivatkozás
- A pincészet honlapja
- Pálffy István borangolások
- Borportal.hu kóstolási jegyzetei